# عشاق و دیگر وابستگان
عشاق و سایر وابستگان (انگلیسی: Lovers and Other Relatives) با نامِ اصلیِ گناه بخشودنی (ایتالیایی: Peccato veniale) یک فیلم کمدی ایتالیایی به کارگردانی سالواتوره سامپری است که در سال ۱۹۷۴ منتشر شد.

## بازیگران
- لائورا آنتونلی
- اوراتسیو اورلاندو
- آلساندرو مومو
- مونیکا گوئریتوره
- لینو توفولو
- تینو کارارو
- لی‌لا برینیونه
- دومینیک بوشرو
- لینو بانفی